# Campionat del Món de motocròs 1961
La temporada de 1961 del Campionat del Món de motocròs fou la 5a edició d'aquest campionat, organitzat per la FIM. El calendari oficial constava d'11 Grans Premis, celebrats entre el 9 d'abril i el 3 de setembre.
Aquell any es disputà la tercera i darrera edició del Campionat d'Europa de motocròs en la categoria de 250cc (anomenat Coup d'Europe entre 1957 i 1958), ja que a partir de 1962 aquesta competició passaria a anomenar-se també Campionat del Món.

## Sistema de puntuació
Barem de puntuació de 1952 a 1969:
| Posició | 1 | 2 | 3 | 4 | 5 | 6 |
| Punts   | 8 | 6 | 4 | 3 | 2 | 1 |

| Resultats que computen                         |
| 1/2 + 1 dels GP (cal acabar-hi les 2 mànegues) |

## 500 cc

### Classificació final
| Posició | Pilot            | Motocicleta | Punts          |
| ------- | ---------------- | ----------- | -------------- |
| 1       | Sten Lundin      | Lito        | 48 net/70 brut |
| 2       | Bill Nilsson     | Husqvarna   | 36             |
| 3       | Gunnar Johansson | Lito        | 25 net/27 brut |
| 4       | Miroslav Soucek  | ESO         | 19             |
| 5       | Rolf Tibblin     | Husqvarna   | 15             |
| 6       | John Burton      | BSA         | 13             |
| 7       | Broer Dirkx      | BSA         | 12             |
| 8       | Dave Curtis      | Matchless   | 8              |
| 9       | Ove Lundell      | Monark      | 7              |
| 10      | Ervín Krajcovic  | ESO         | 7              |

## III Campionat d'Europa 250 cc

### Classificació final
| Posició | Pilot              | Motocicleta | Punts          |
| ------- | ------------------ | ----------- | -------------- |
| 1       | Dave Bickers       | Greeves     | 51 net/51 brut |
| 2       | Arthur Lampkin     | BSA         | 48 net/61 brut |
| 3       | Jeff Smith         | BSA         | 40 net/50 brut |
| 4       | Torsten Hallman    | Husqvarna   | 33 net/39 brut |
| 5       | Jaromir Cizek      | Jawa        | 19             |
| 6       | Aarno Erola        | Husqvarna   | 17             |
| 7       | Vlastimil Valek    | ČZ/Greeves  | 14             |
| 8       | Lennart Dahlén     | Jawa        | 9              |
| 9       | Fritz Selling      | Greeves     | 9              |
| 10      | Sivert Eriksson    | Husqvarna   | 7              |
| 11      | Fritz Betzelbacher | Maico       | 6              |

## Resum: Podi final 1961
|           | 500 cc           | 500 cc    | 250 cc         | 250 cc  |
| Campió    | Sten Lundin      | Lito      | Dave Bickers   | Greeves |
| Subcampió | Bill Nilsson     | Husqvarna | Arthur Lampkin | BSA     |
| Tercer    | Gunnar Johansson | Lito      | Jeff Smith     | BSA     |